# Fraxinus

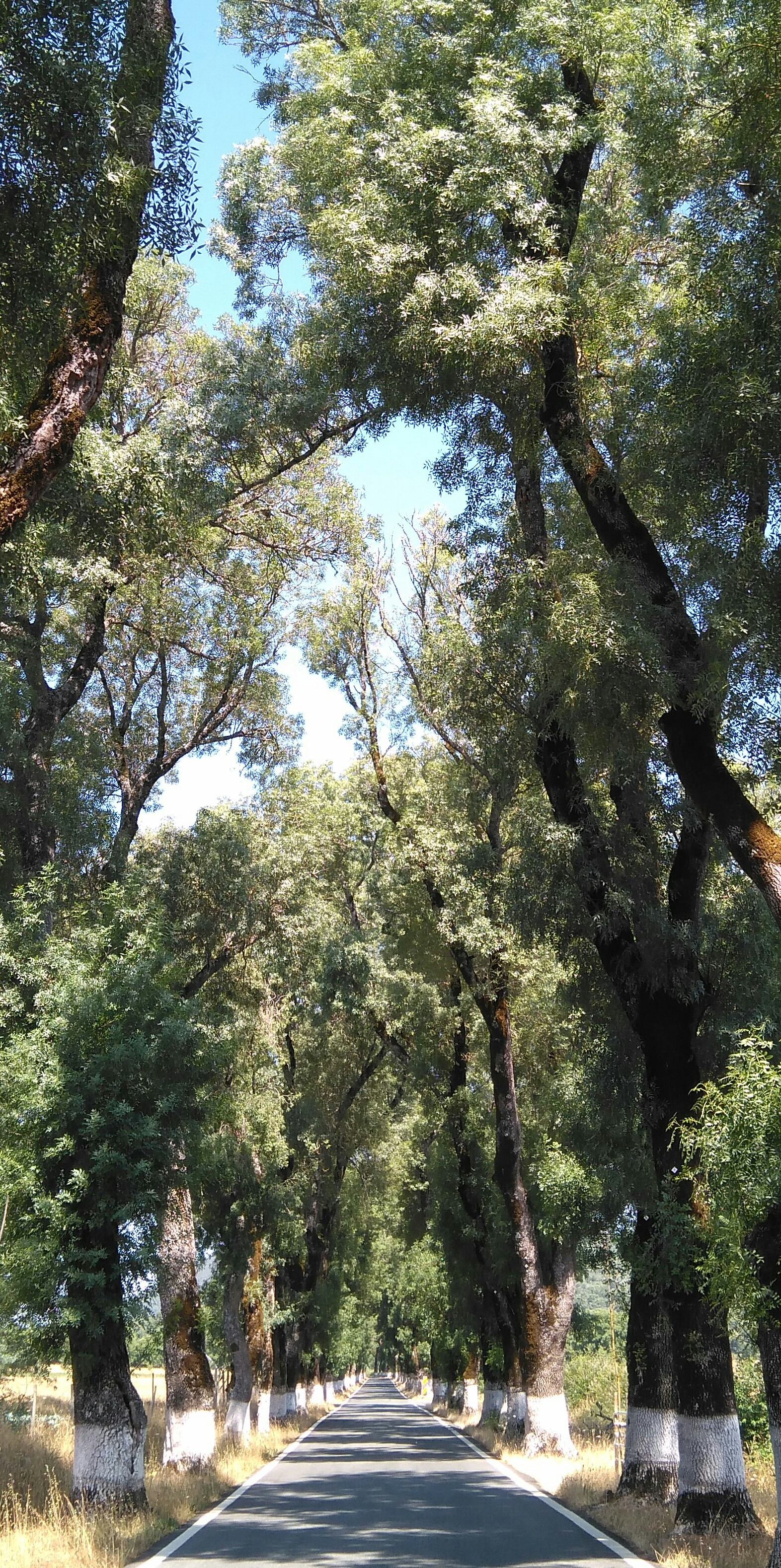
Fresnos en una carretera del Alentejo, Portugal.

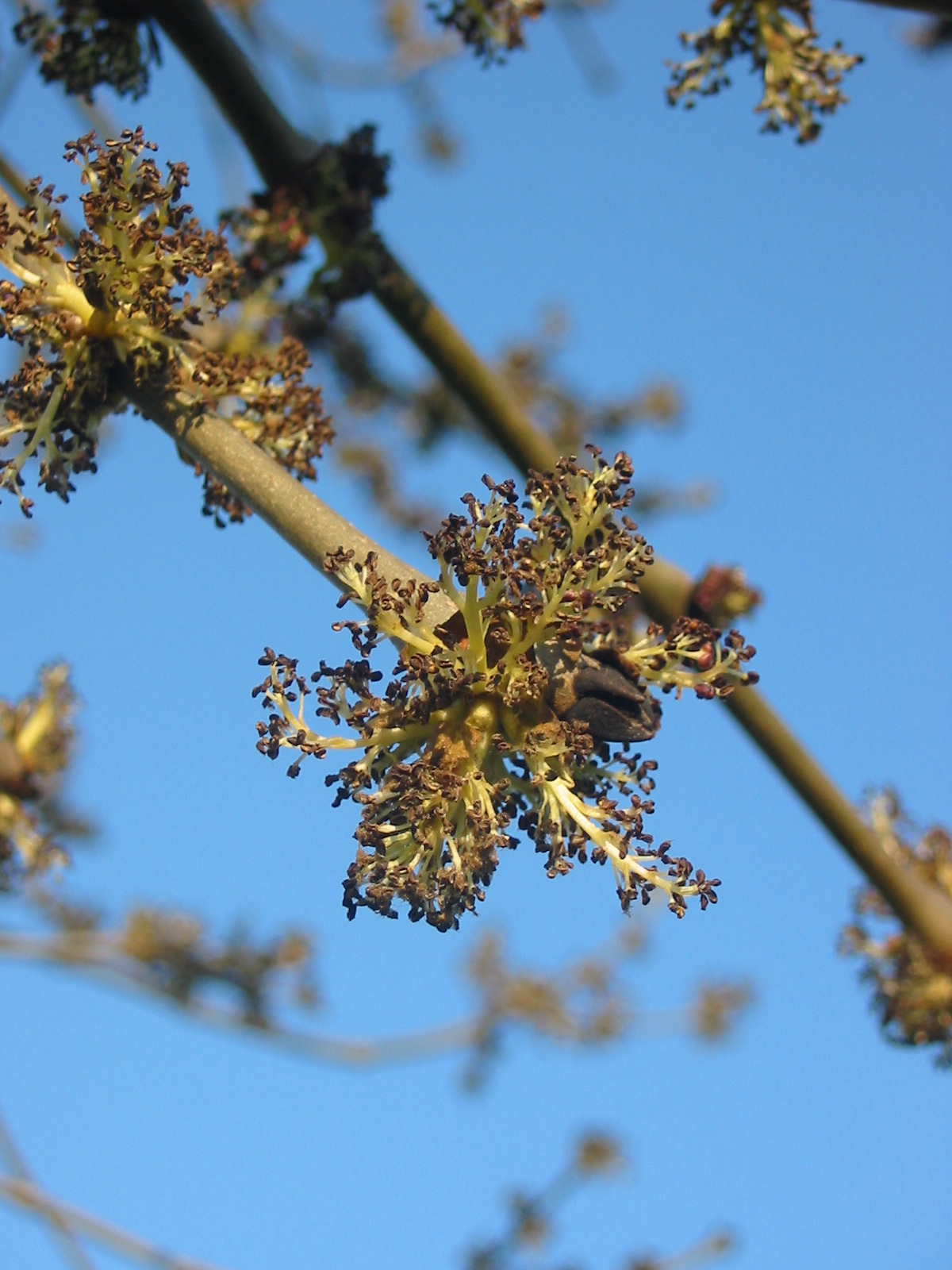
Flores de Fraxinus excelsior.

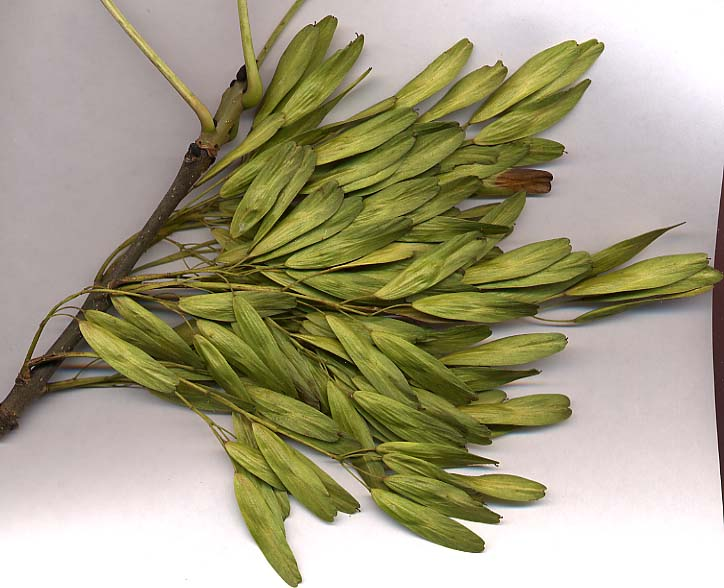
Semillas de Fraxinus excelsior.

Fraxinus (del nombre del fresno en latín clásico) es un género de la familia de las oleáceas, cuyos miembros son conocidos generalmente como fresnos. Contiene 45-65 especies de árboles de porte mediano a grande, de hoja caduca en general, aunque unas pocas especies subtropicales son perennifolias.

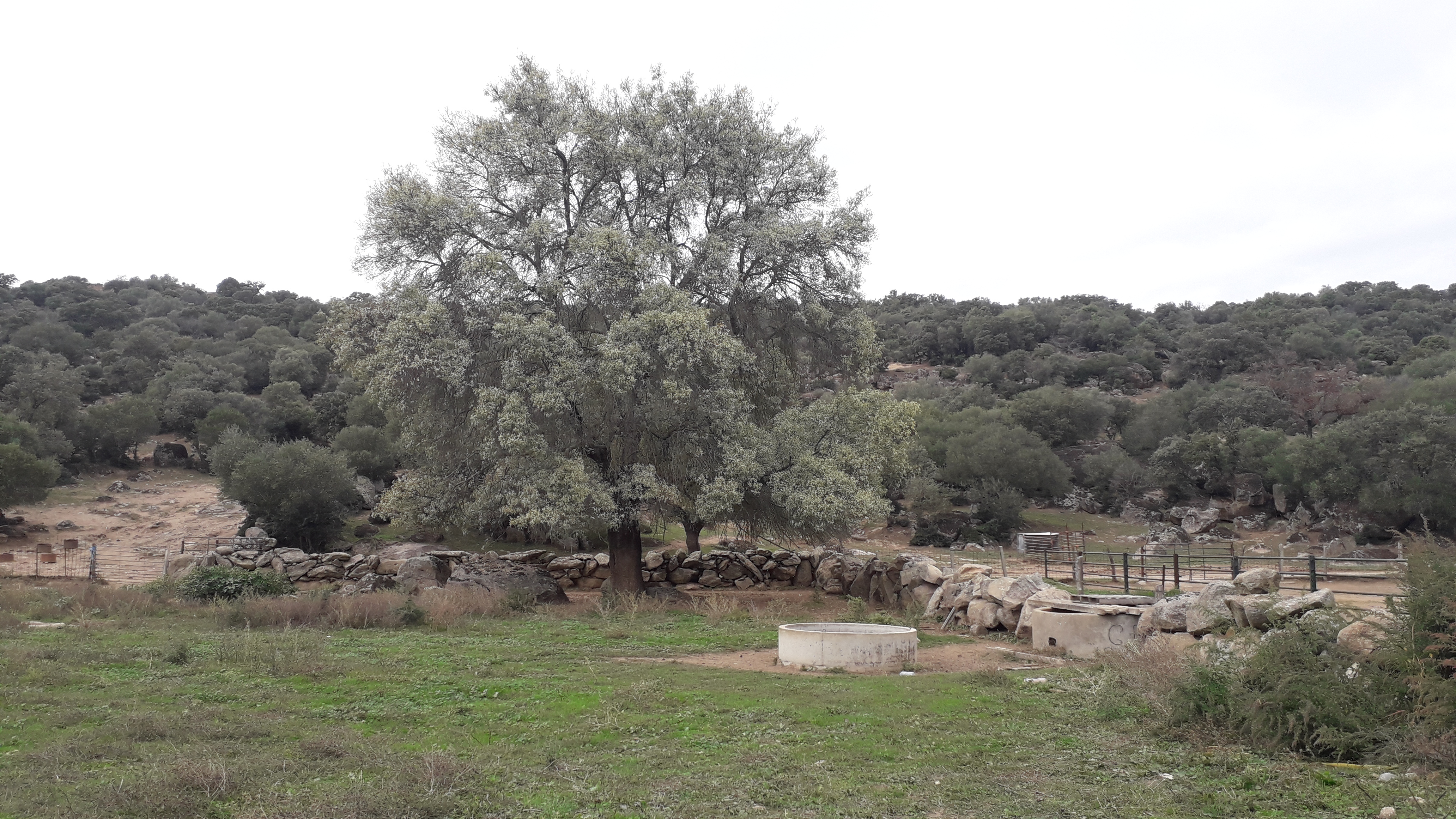
Fresno en la localidad toledana de Pepino (España).

## Etimología del nombre
El nombre en español, fresno, procede del nombre latino frāxinus, que a su vez tiene su origen en el vocablo indoeuropeo *bʰr̥Hǵ-s-inos, que deriva de *bʰerHǵós (abedul). La palabra española fresno es cognado con el inglés birch, el sánscrito भूर्ज (bhūrjá), polaco brzoza...

## Descripción
Los fresnos son árboles que pueden medir desde los 15 hasta los 20 metros de altura, de tronco recto y cilíndrico, con amplia copa. Es una especie dioica, esto es, con cada sexo en un solo pie de planta. Las hojas son opuestas, raramente en verticilos de tres, y generalmente pinnaticompuestas, aunque en algunas especies son simples. Las semillas están contenidas en una sámara.

## Distribución geográfica y hábitat
Las especies de este grupo suelen tener un ritmo de crecimiento rápido y son capaces de sobrevivir en condiciones ambientales adversas, como zonas contaminadas, con niebla salina o fuertes vientos, además de soportar bien las bajas o altas temperaturas. Normalmente, su hábitat se encuentra en las regiones templadas y subtropicales del hemisferio norte, pero también en regiones tropicales como México, Cuba, Java y Filipinas. Las especies más extendidas en el sur de Europa son Fraxinus excelsior, conocido con el nombre común de Fraxinus major; Fraxinus ornus,  utilizado para la producción de maná y también llamado comúnmente Fresno del maná o Árbol del maná y Fraxinus angustifolia, conocido con el nombre de Fresno del sur (Fraxinus oxycarpa Bieb. en "Flora d'Italia"),

## Especies seleccionadas
Norteamérica oriental
- Fraxinus americana - Fresno blanco
- Fraxinus caroliniana
- Fraxinus nigra - Fresno negro
- Fraxinus pennsylvanica - Fresno verde
- Fraxinus profunda
  - sin.: F. tomentosa
- Fraxinus berlandieriana - Fresno plumero
- Fraxinus quadrangulata - Fresno azul

Norteamérica occidental y suroccidental
- Fraxinus anomala
- Fraxinus cuspidata
- Fraxinus dipetala
- Fraxinus dubia
- Fraxinus gooddingii
- Fraxinus greggii
- Fraxinus Illinoiensys
- Fraxinus latifolia
- Fraxinus lowellii
- Fraxinus papillosa
- Fraxinus purpusii
- Fraxinus rufescens
- Fraxinus texensis
- Fraxinus uhdei
- Fraxinus velutina

Paleártica occidental (Europa, Norte de África y sudoeste de Asia)
- Fraxinus angustifolia - Fresno de hoja estrecha
  - Fraxinus angustifolia var. oxycarpa (F. oxycarpa)
- Fraxinus excelsior - Fresno común
- Fraxinus holotricha
- Fraxinus ornus - Orno, Fresno florido
- Fraxinus pallisiae

Paleártica oriental (Asia oriental y central)
- Fraxinus apertisquamifera
- Fraxinus baroniana
- Fraxinus bungeana
- Fraxinus chiisanensis
- Fraxinus floribunda
- Fraxinus griffithii
- Fraxinus hubeiensis
- Fraxinus lanuginosa
- Fraxinus longicuspis
- Fraxinus malacophylla
- Fraxinus mandshurica
- Fraxinus mariesii
- Fraxinus micrantha
- Fraxinus platypoda
- Fraxinus raibocarpa
- Fraxinus sieboldiana
- Fraxinus spaethiana
- Fraxinus trifoliata
- Fraxinus xanthoxyloides[7][8]

## Filogenia

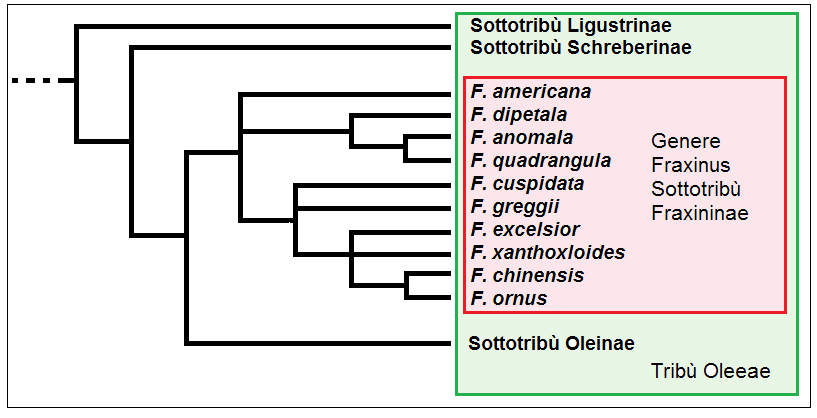
Cladograma del género Fraxinus.

Dentro de la tribu Oleeae, la subtribu Fraxininae ocupa desde un punto de vista filogenético una posición más interna y es el "grupo hermano" de la subtribu Oleinae. La subtribu Fraxininae (y por tanto su único género Fraxinus) es monofilética. La monofilia queda demostrada no sólo por datos moleculares, sino también por datos morfológicos. Las especies de Fraxinus se caracterizan por sus grandes hojas pinnadas y sus frutos en forma de sámara (por ejemplo, dentro de la familia las fibras alares terminales "corren" longitudinalmente, mientras que en otras especies son perpendiculares-oblicuas).
El cladograma tomado del estudio citado (y simplificado) muestra la estructura filogenética actual de algunas especies del género.

## Amenazas

### Europa
El fresno europeo, Fraxinus excelsior, se ha visto afectado por el hongo Hymenoscyphus fraxineus, causante de la acronecrosis del fresno en un gran número de árboles desde mediados de los años 90, sobre todo en el este y el norte de Europa. La enfermedad ha infectado a cerca del 90% de los fresnos de Dinamarca. A finales de octubre de 2012, en el Reino Unido, el Departamento de Medio Ambiente, Alimentación y Asuntos Rurales (Defra) informó de que se había descubierto la muerte regresiva del fresno en bosques maduros de Suffolk; los casos anteriores se habían producido en árboles jóvenes importados de otras partes de Europa En 2016, se informó de que el fresno estaba en peligro de extinción en Europa.

### América del Norte
El escarabajo Agrilus planipennis, xilófago, accidentalmente introducido en Norteamérica desde el este de Asia con productos de madera de fresno alrededor de 1998, ha matado a millones de árboles en el Medio Oeste de los Estados Unidos y el vecino Ontario, y algunas áreas aisladas más pequeñas en el este de Norteamérica. Amenaza a unos siete mil millones de fresnos en Norteamérica. Se advierte a la población de que no transporte productos de madera inacabados, como leña, para detener la extensión de la plaga de este insecto.
El fresno se usa también como planta alimenticia por las larvas de algunas especies de lepidópteros (mariposas diurnas y nocturnas).

## Usos
La madera es densa (dentro del 20% de 670 kg/m³ para Fraxinus americana, y superior a 710 kg/m³ para Fraxinus excelsior), dura (una madera noble) y muy fuerte pero elástica, ampliamente usada para hacer arcos, mangos de herramientas, bates de críquet de madera de calidad, bates de béisbol, hurleys y otros usos que exigen gran fuerza y resistencia. También a menudo se usa como material para instrumentos musicales como guitarras.

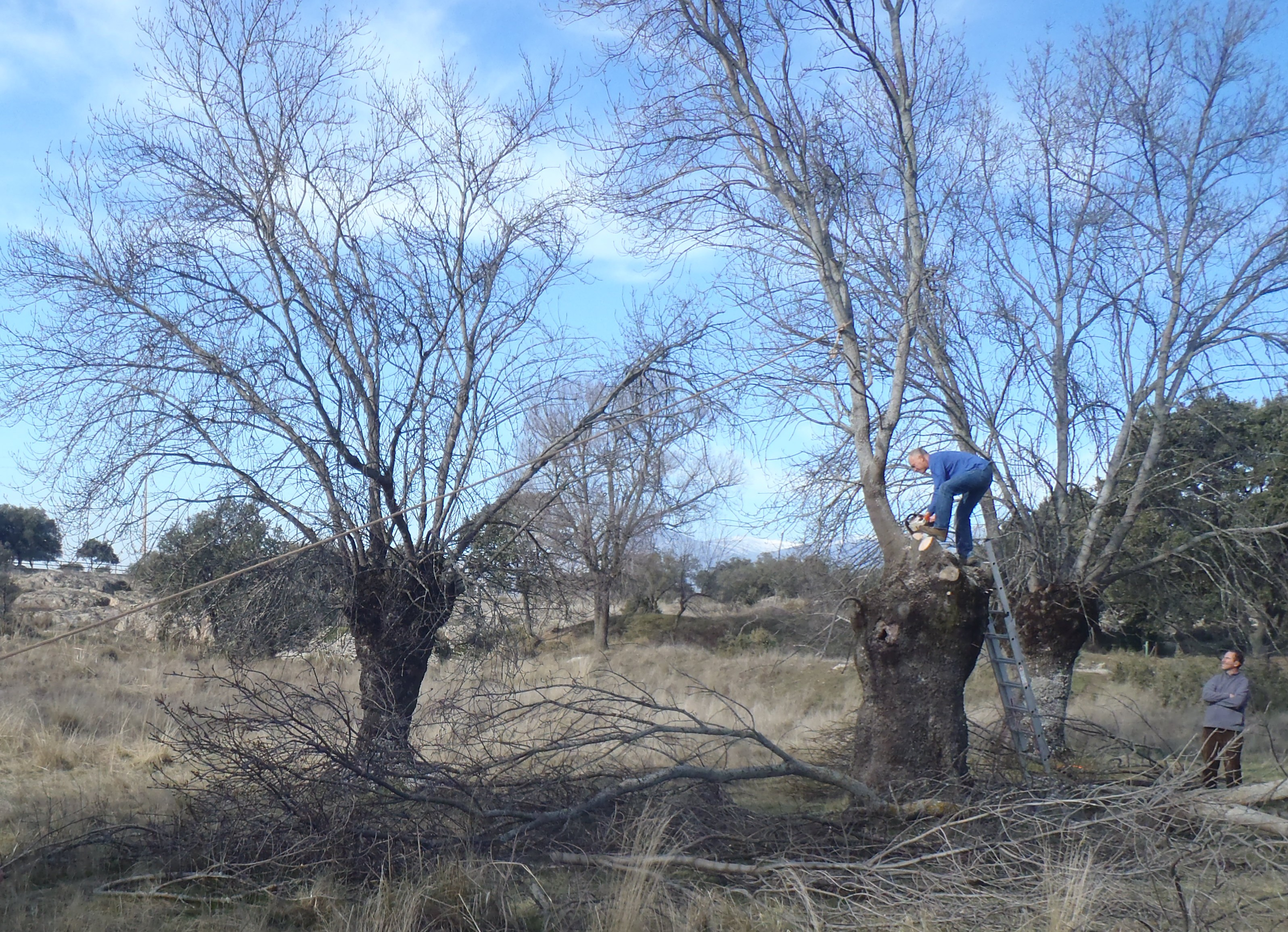
Ejemplares de fresno europeo siendo podados (España)
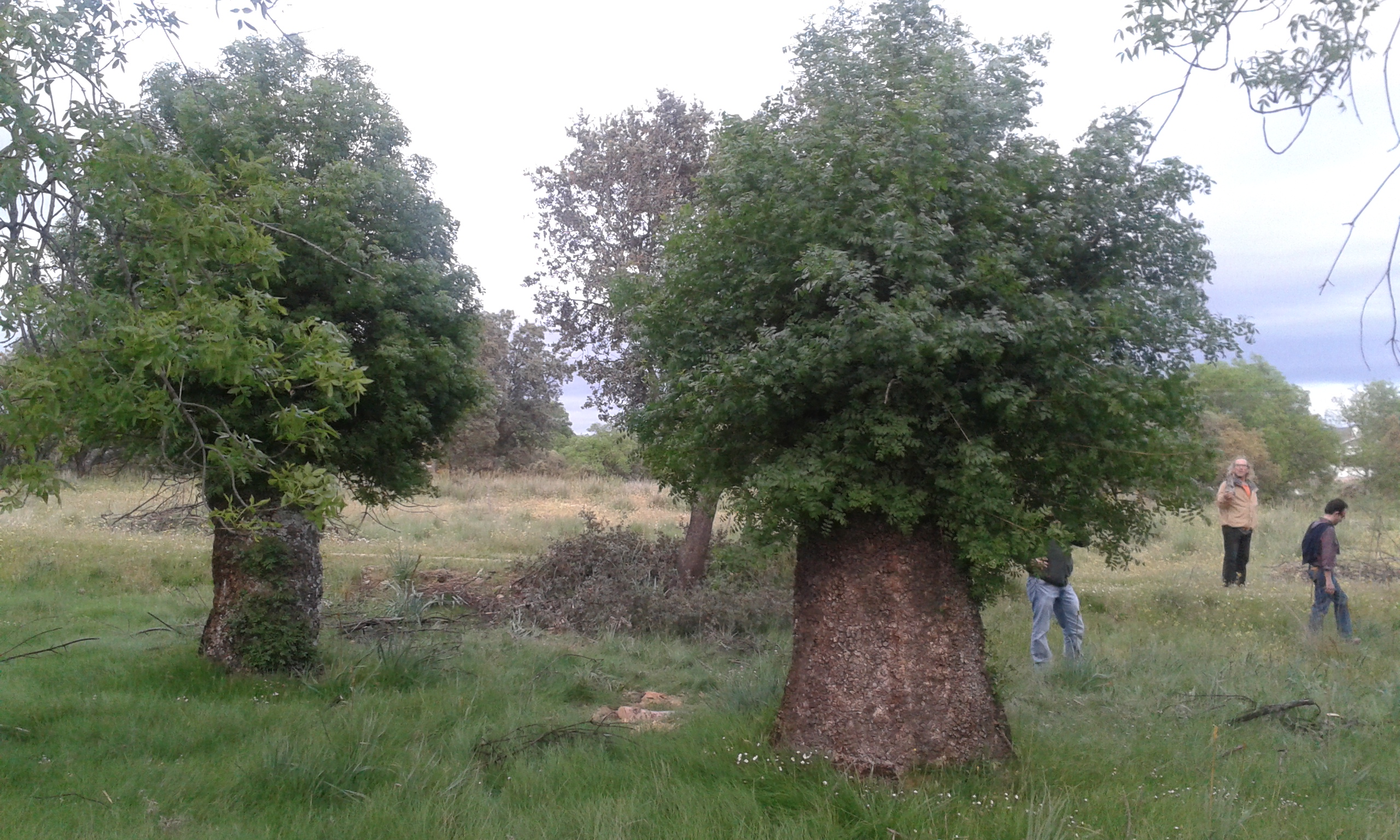
Transmochos rebrotados una temporada después de ser podados

En España el fresno es el árbol que habitualmente acompaña al prado y a la cabaña pasiega. Además de dar sombra se poda para uso forrajero del ganado. En este sentido, en muchas zonas de la península ibérica es habitual observar fresnos con troncos de escasa longitud, con la parte superior considerablemente engrosada debido a las sucesivas podas a las que se someten. Estos árboles artificialmente moldeados por la explotación humana, reciben el nombre de transmochos o cabezudos.

## Aspectos culturales
En la mitología noruega, el Árbol del Mundo (Yggdrasil) se considera normalmente que es un fresno, pero, muchos entendidos ahora opinan que se cometió un error de interpretación de las escrituras antiguas, y que el Yggdrasil más probablemente sería un tejo común europeo (Taxus baccata). Esto tendría su origen en un nombre alternativo para el tejo en noruego antiguo, «tejo de aguja» (barraskr), ya que la expresión que aparece en las Eddas es askr Yggdrasils. Además, fuentes antiguas, incluyendo las Eddas, escriben sobre un vetgrønster viviente, un «árbol eternamente verde». Un fresno pierde sus hojas en invierno, mientras los tejos mantienen sus hojas. El primer hombre, Ask, se formó a partir de un fresno, mientras Embla, la mujer, podría retrotraerse al Alm (olmo).
Por todos los lugares de Europa, las serpientes se dice que eran repelidas por las hojas de fresno o un círculo dibujado por una rama de fresno. El folclore irlandés sostiene que las sombras de un fresno dañarían las cosechas. En Cheshire, se decía que el fresno podía usarse para curar las verrugas o el raquitismo. Véase también la letra ash («fresno» en inglés). En Sussex el fresno y el olmo se conocían como los «Hacedores de Viudas» porque sus grandes ramas a menudo caen de improviso.
En la mitología griega, las Melíades eran ninfas del fresno, quizás específicamente del orno o fresno florido (Fraxinus ornus), de la misma manera que las dríades eran ninfas del roble. Muchos ecos de arcaicos ritos helenos y mitos implicaban a los fresnos.

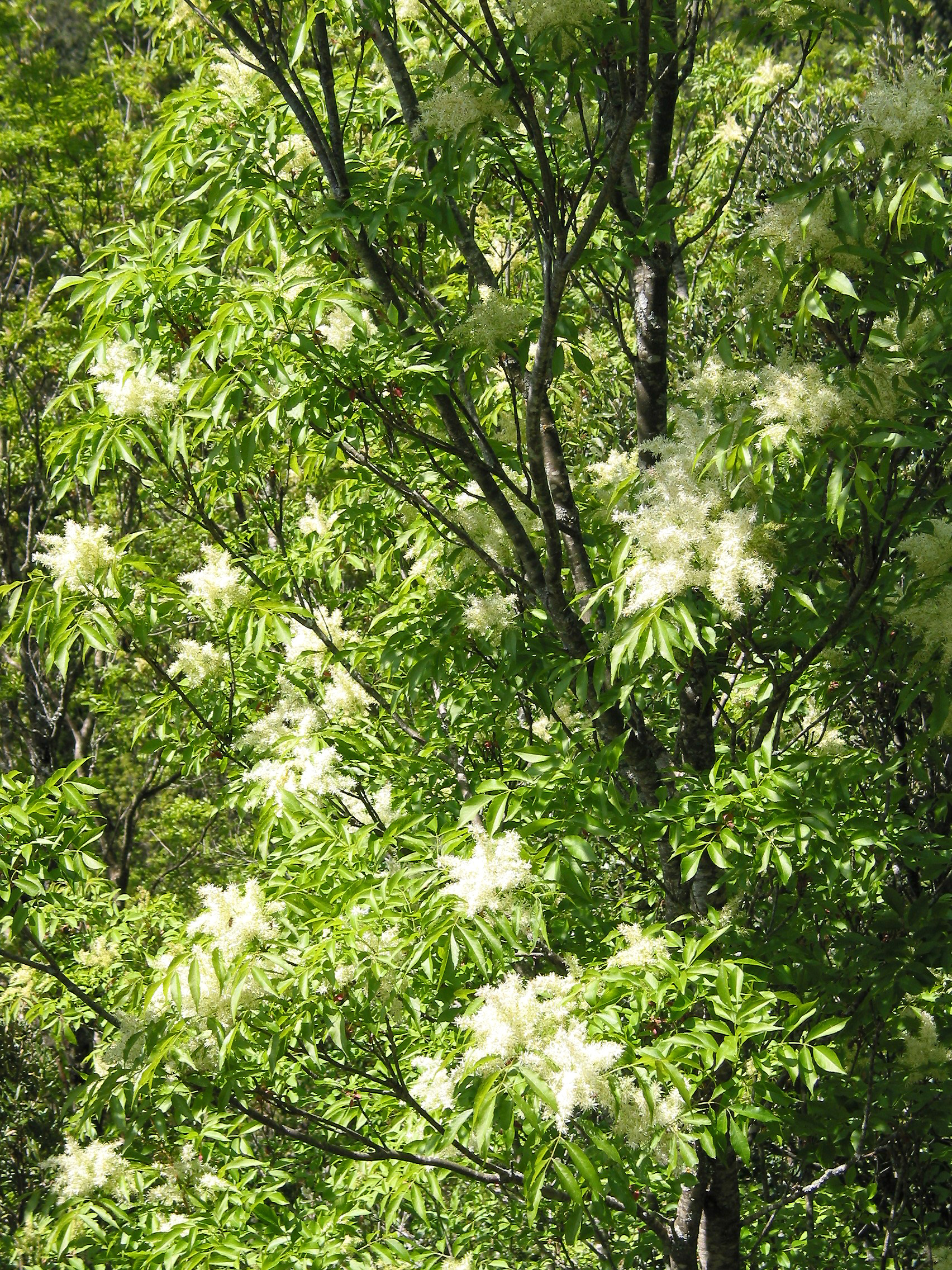
Orno (Fraxinus ornus)
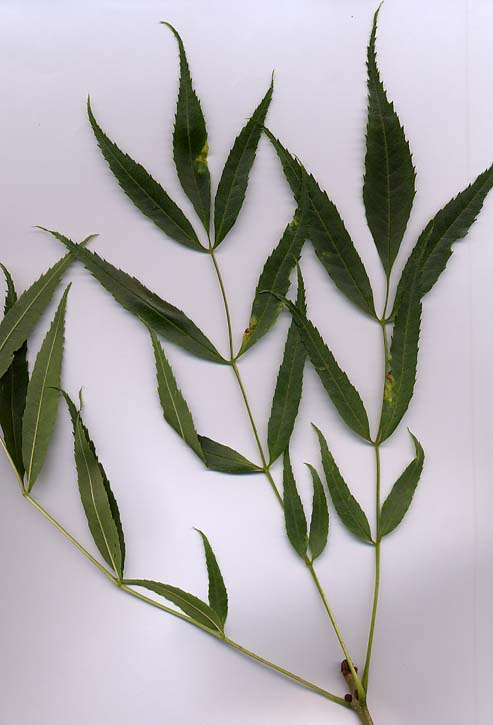
Rama de fresno de hoja estrecha (Fraxinus angustifolia) con hojas

El fresno exuda una sustancia azucarada que, se ha sugerido, era fermentada para crear el aguamiel de la poesía nórdica (skáldskapar mjaðar; en islandés moderno, skáldskaparmjöður).
En el inglés antiguo la letra æ tiene el mismo nombre æsc que el árbol de fresno (ash en inglés moderno).